# Lotería

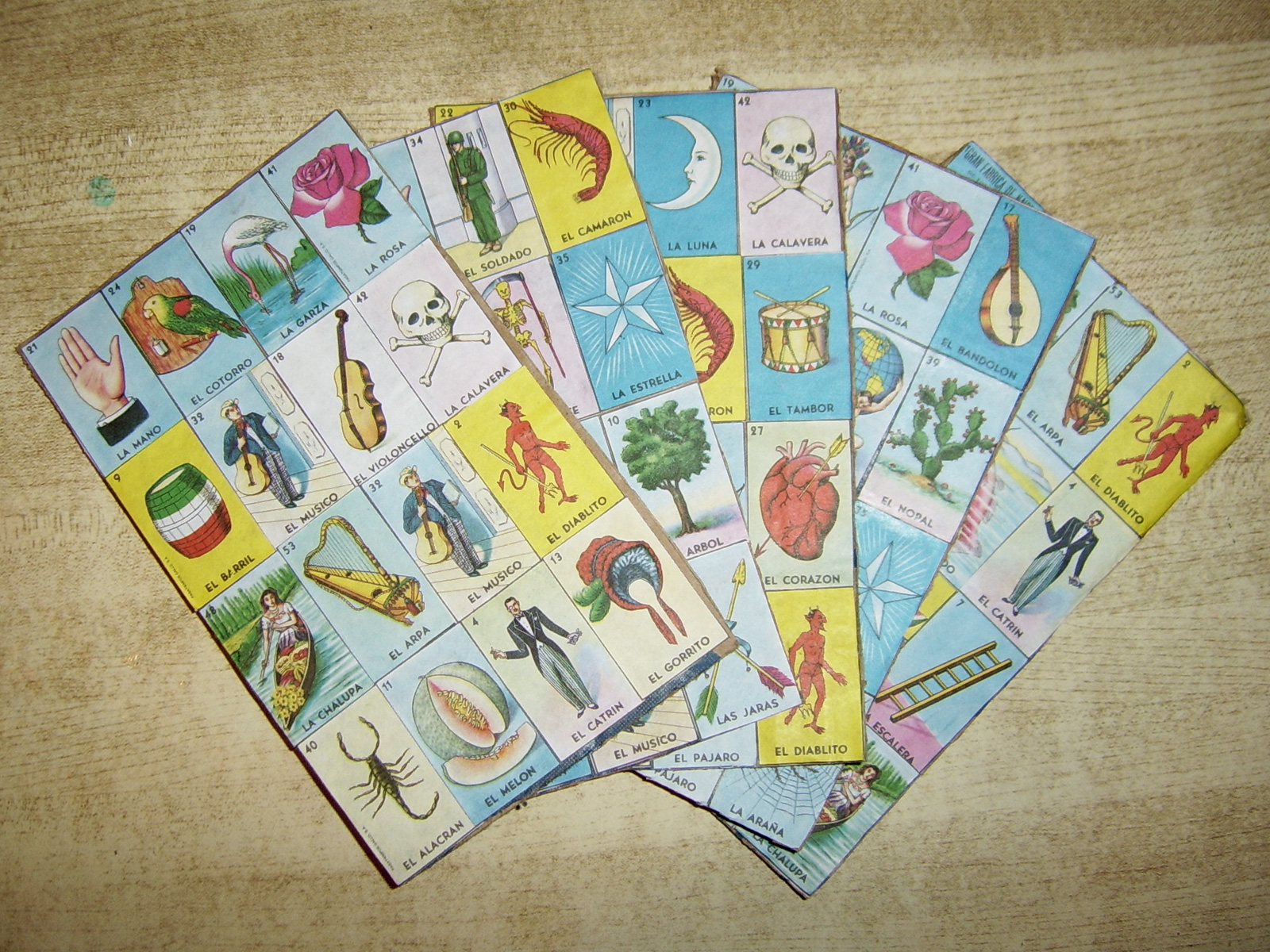
Lotería Spieltafeln

Lotería ist ein traditionelles mexikanisches Glücksspiel, das dem Bingo ähnelt. Anders als Bingo wird es nicht mit Zahlen, sondern mit Bildern gespielt.

## Spielablauf

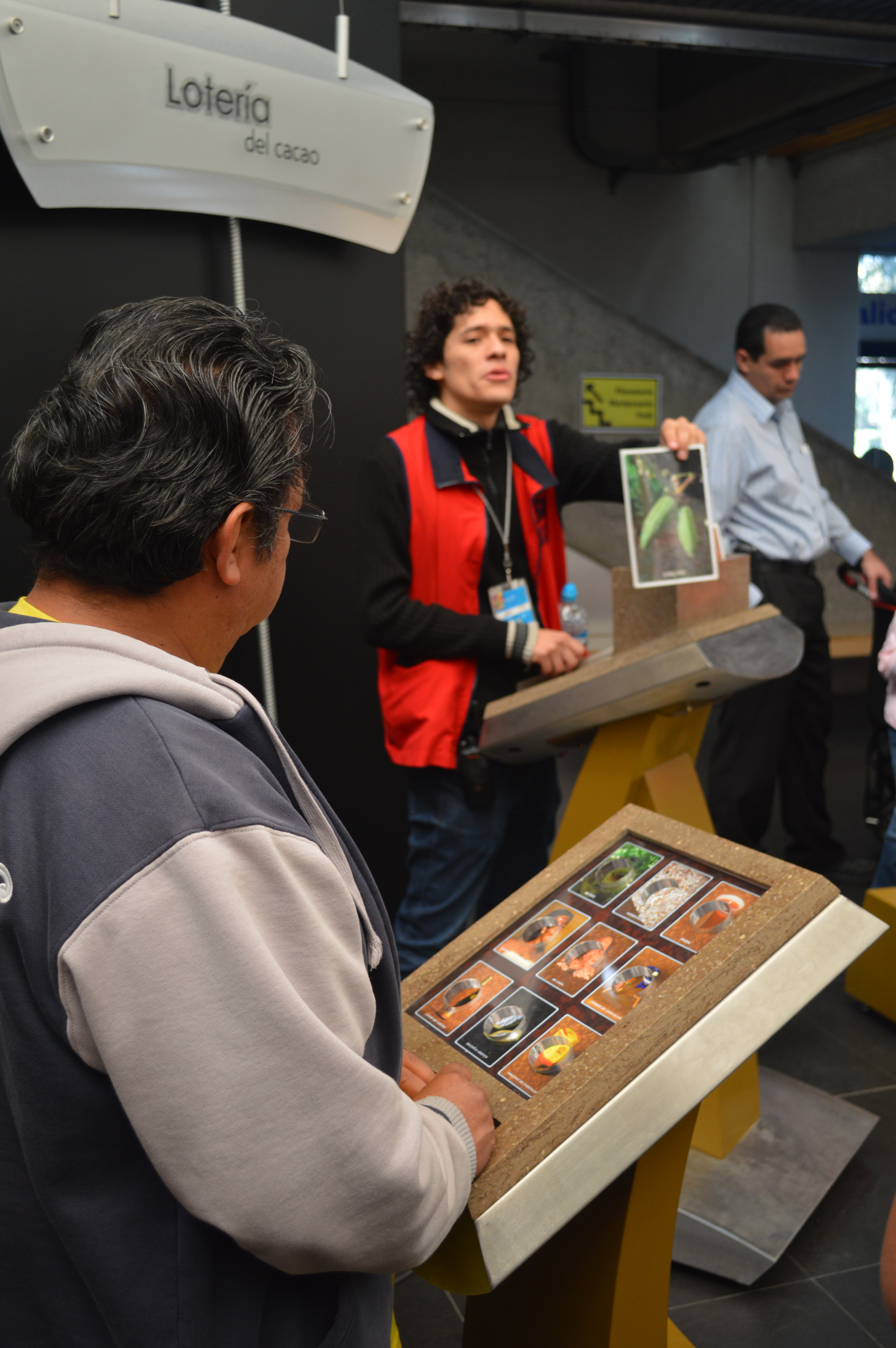
Szene aus einem Lotería-Spiel im Universum-Museum der UNAM

Mögliche Konstellationen für einen Sieg

Lotería ist das spanische Wort für Lotterie. Jeder Spieler hat eine Tafel mit einem zufällig erstellten 4 x 4-Raster von Bildern (die Tabla), die er aus einer Vielzahl von verschiedenen Tablas, die jeweils eine andere Auswahl an Bildern enthalten, vor Spielbeginn auswählt. Jedem Motiv ist neben einer Bezeichnung auch eine Zahl zugeordnet, die jedoch für den Spielablauf nicht von Bedeutung ist.
Das Kartenblatt zu 54 Karten mit je einem anderen Motiv wird zu Spielbeginn vom Ausrufer (el cantor, der „Sänger“, auch el gritón, der „Schreier“, genannt) gemischt. Dann deckt der Ausrufer eine Karte nach der anderen vom Stapel auf und sagt den Spielern das jeweils gezogene Motiv an. Das Motiv kann namentlich ausgerufen werden oder alternativ mit einem kurzen Rätsel umschrieben werden, etwa: El farol de los enamorados. („Die Straßenlaterne der Liebenden“). Die Lösung lautet La Luna („der Mond“), was dem Bild Nr. 23 entspricht.
Ein jeder Spieler, der das Motiv der ausgerufenen Karte auf seiner Tabla vorfindet, markiert es mit einem Chip oder einem Spielstein. In Mexiko werden traditionell kleine Steine, Kronkorken oder Pintobohnen verwendet. Der Gewinner ist der derjenige, der als erster „¡Lotería!“ (in einigen Gegenden Mexikos „¡Buenas!“) ausruft, sobald er zuvor vereinbarte Anordnung mit Spielsteinen komplettiert hat, wie etwa
- eine horizontale Linie
- eine vertikale Linie
- eine diagonale Linie
- vier in einer Ecke
- vier im Inneren
- einer in jede Ecke

## Varianten
Eine Variante der traditionellen Spielart ist die Lotería de Pozo. Ein Pozo ist eine quadratische Gruppe mit 3 Bildern (ein ganzes Motiv und zwei halbe, wobei die halben Motive mit denen benachbarter Pozos ein vollständiges Motiv abbilden). Ziel ist, als erster eine zuvor festgelegte Zahl von Pozos in einer ebenfalls festgelegten Anordnung zu erreichen.
Ferner gibt es Karten-Varianten für besondere Anlässe wie beispielsweise Junggesellenabschiede und Babypartys, in denen die Motive mit Bezug auf den Anlass angepasst sind.

## Geschichte
Das Spiel entstand im 15. Jahrhundert in Italien und wurde 1769 nach Neuspanien (dem heutigen Mexiko) gebracht. Zunächst ein Hobby der Oberschicht, wurde Lotería nach und nach zu einem traditionellen Spiel auf mexikanischen Jahrmärkten.
Der französische Geschäftsmann Don Clemente Jacques schuf 1887 eine Version, die er erfolgreich vermarktete. Die Motive seiner Ausgabe „Don Clemente Gallo“ sind zu Ikonen der mexikanischen Kultur geworden und erfreuen sich in den USA und einigen europäischen Ländern zunehmender Beliebtheit. Weitere Lotería-Sets sind beispielsweise Lotería Leo, Gacela und Lotería de mi tierra.
In den 1930er Jahren entwickelte die katholische Kirche eine eigene Version der Lotería. Die Karten zeigten Motive mit Bezug zum Katholizismus anstelle der traditionellen Bilder.
Das 2017 publizierte Set Millennial Lotería griff aktuelle politische und gesellschaftliche Themen auf und verband diese in satirischer Weise mit den traditionellen Motiven.
Am 9. Dezember 2019 ehrte Google das Spiel anlässlich des 106. Geburtstages des Copyrights der „Don Clemente Gallo“-Ausgabe von 1913 mit einem Google Doodle, mit dem interaktiv Lotería gespielt werden kann. Einige der traditionellen Motive wurden durch andere ersetzt; so gibt es etwa das Motiv El Buscador („die Suchmaschine“).